# Валера (Венесуэла)
Вале́ра — город в штате Трухильо в Венесуэле, расположенный между реками Момбой (Momboy) и Мотатан (Motatán). С 2009 года и по сей день, мэр города Темистокл Кабесас. В городе проживают итальянские, португальские, китайские, испанские и колумбийские общины.
Город является коммерческим центром штата Трухильо, и благодаря этому в городе хорошо развита бизнес-сфера, равно как и сфера образования. Валера является ведущим коммерческим центром сельскохозяйственной продукции в Венесуэле, в городе выращиваться сахарный тростник, какао, кофе, фрукты и зерновые. Мукомольная промышленность является основной. Область традиционно поставляет около четверти пшеницы в стране.
В городе есть три ежедневные газеты, Diario de Los Andes, Todo Primicias и Diario El Tiempo, и несколько радиостанций. В Валере также издается журнал Cars Trujillo, первый местный журнал об автомобилях.

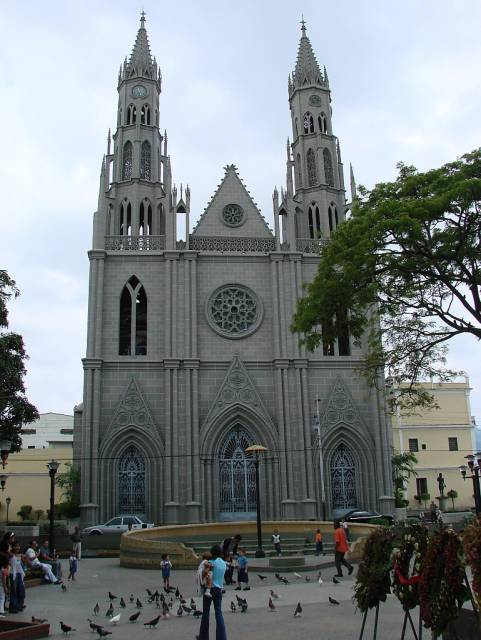
Собор на площади Valera Bolívar

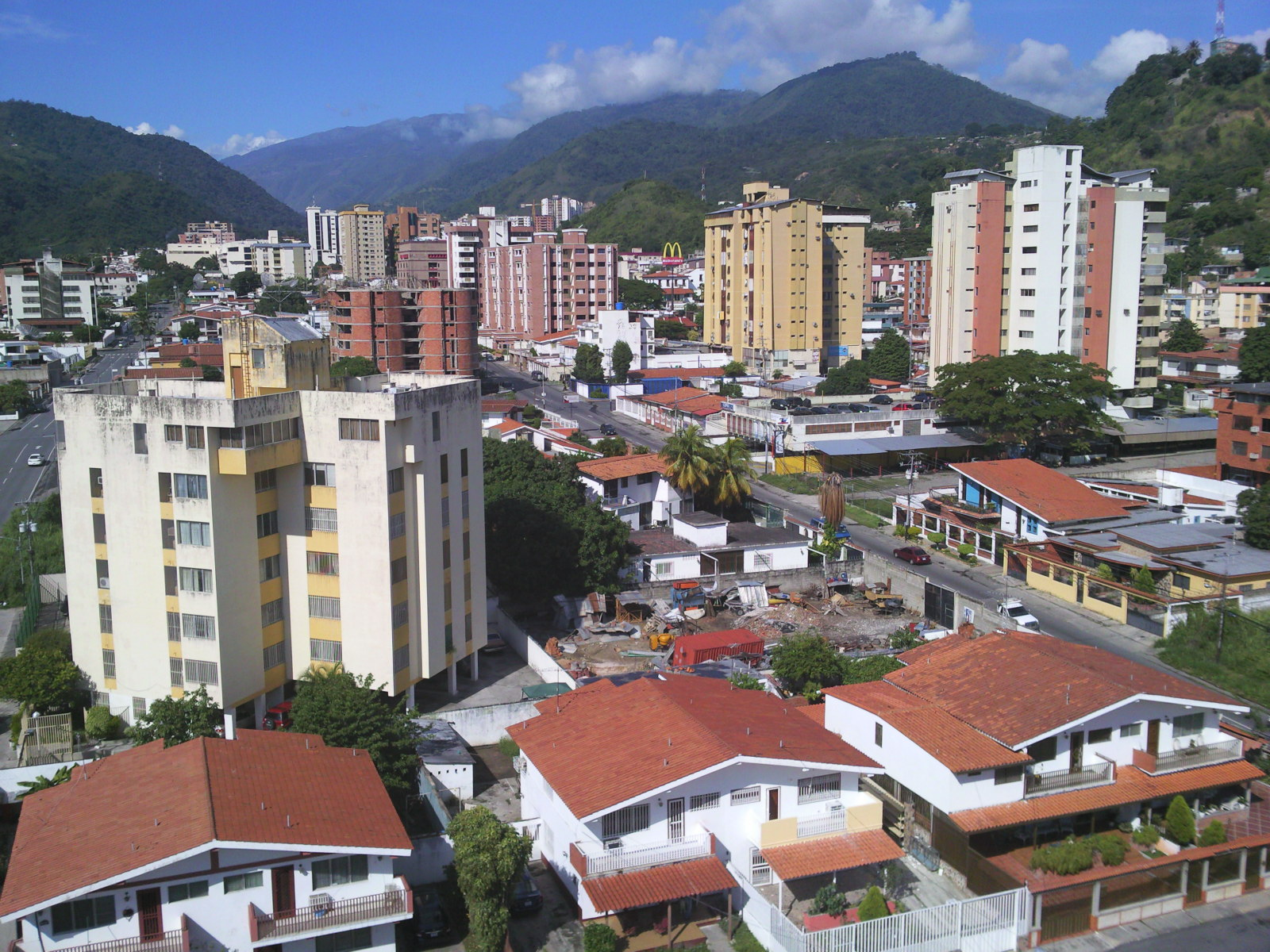
вид на район Las Acacia

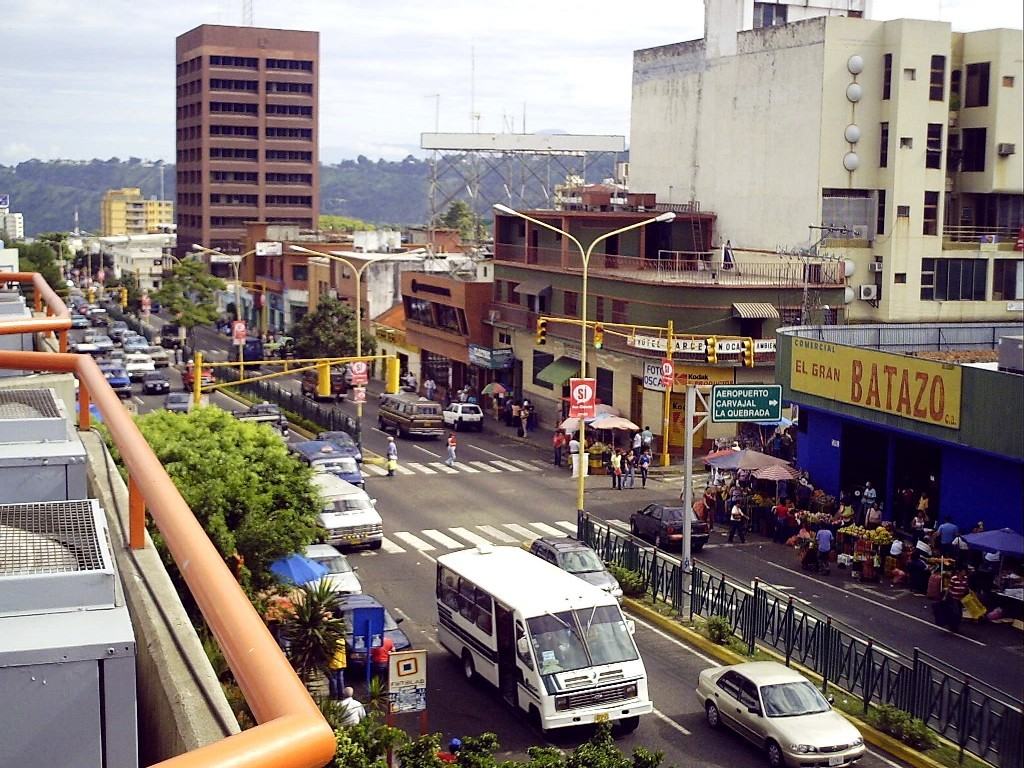
Центр города

## Газеты
- Los Andes
- Weather Journal

## FM Радиостанции
- Superior 88.3 FM.
- Come FM 89.7.
- Domingo Sabio 91.1 FM.
- Weather Radio 91.5 FM.
- Paisana 92.5 FM
- Az 93.1 FM.
- Exitos 93.7 FM.
- Super K 94.3 FM.
- Esmax 94.7 FM.
- Comes FM 95.7.
- Globe 96.1 FM.
- Brava 96.9 FM.
- Ula 97.9 FM.
- 9.5 Solidarity FM.
- Peace FM 9.9.
- Unica 99.9 FM.
- Rumbera Network 101.1 FM.
- RNV Activa 101.9 FM.
- CNB 102.5 FM Trujillo.
- Super Active 103.5 FM.
- Trujillana 104.5 FM.
- Venezuela National Radio 106.5 FM.
- Valerana Stereo FM 106.9.

## Телевидение
В городе есть три региональных канала:
- Plus TV, UHF канал 48 и 7й канал в кабельной сети.
- Come TV, 8й канал в кабельной сети.
- Tv Andes (тестируется), 16й и 10й канал в кабельной сети.